# شما في البراري الخضراء
شما في البراري الخضراء (باليابانية: 赤毛のアン، بالروماجي: Akage no An) مسلسل رسوم متحركة (أنمي) مقتبس من رواية «آن الجملونات الخضراء» للكاتبة الكندية لوسي مود مونتغمري. أنتج المسلسل عام 1979 بواسطة شركة نيبون أنيميشن، وتمت دبلجته إلى عدة لغات آسيوية وأوروبية. مخرج المسلسل هو إيزاو تاكاهاتا الذي حرص على أن تكون تفاصيل هذا المسلسل مطابقة لرواية مونتغمري، على الرغم من أن مسلسلاته السابقة (هايدي، ووداعا ماركو) اختلفت قليلا عن رواياتها الأصلية. هاياو ميازاكي قام بتصميم الرسوم.

## القصة
آن شيرلي (شما في النسخة العربية) فتاة حادة في بدايه القصة بسبب ظروفها القاسية التي مرت بها كما كانت مربية وخادمة في نفس الوقت وبعد تخليهم عنها تذهب لدار الأيتام، كان مفيد ومنيره من الواحة الغناء يريدون الاحتفاظ بصبياً لكي يساعد مفيد في أعمال المزرعة لكن حدث خطأ وقدمت آن (شما) بدلاً عنه لم تكن منيره مقتنعه ببقاءها معهم في بادئ الأمر كانت تريد أن تعيدها لدار الأيتام بينما كان مفيد يراها رائعة وذكية لأنه شما كانت تثرثر كثيراً بطريق قدومها مع مفيد وهو قد أستمتع بتلك الأحاديث، وقررت منيره أن ترى ذلك بنفسها لكنها تأكدت أن مفيد محق كما أنها أشفقت عليها وعلى حياتها الإليمه وأحبتها كثيراً وقررت الاحتفاط بها، وتبقى آن (شما) في الواحة الغناء وتجد صديقة حميمة لها كان أسمها «ديانا» وكانت معها كالأخت فعلاً وكانت الفتاتين يقضيان الوقت أغلبهُ معاً بسبب قرب منازلهم من بعض، وتدور أحداث كثيرة في المسلسل، وعند ذهاب آن (شما) للمدرسة تتشاجرت مع غيلبرت (جلال في النسخة العربية) لأنه سخر من شعرها الأحمر وظلت تعدّه عدوها اللدود ولطالما حاول أن يصبح صديقها لكنها ترفض ذلك وتعدّه منافسها الأول في الدراسة لكنها تتسامح معه في النهاية وتصبح صديقته.

## وصلات خارجية
- شما في البراري الخضراء على موقع IMDb (الإنجليزية)
- شما في البراري الخضراء على موقع فيلمافينيتي (الإسبانية)
- شما في البراري الخضراء على موقع كينوبويسك (الروسية)
- شما في البراري الخضراء على موقع ألو سيني (الفرنسية)
- شما في البراري الخضراء على موقع قاعدة بيانات الفيلم (الإنجليزية)
- شما في البراري الخضراء على موقع ANN anime (الإنجليزية)

 (بالإنجليزية)
- Red-Haired Anne معلومات عن المسلسل من موقع تيكلد أورانج (بالإنجليزية)
- أغنية مقدمة شما في البراري الخضراء على يوتيوب